# Iver (Angleterre)
Pour les articles homonymes, voir Iver.
Iver est un village et une paroisse civile du Buckinghamshire en Angleterre.
Les quartiers résidentiels d'Iver Heath et de Richings Park y sont intégrés.
Les Pinewood Studios sont situés à proximité.

## Personnalités
- Michael de Kent (1942-), membre de la famille royale, est né à Iver.
- Chris Finnegan (1944-2009), boxeur, champion olympique, champion d'Europe, est né à Iver.